# 城东镇 (梧州市)
城东镇，是中华人民共和国广西壮族自治区梧州市万秀区下辖的一个乡镇级行政单位。

## 行政区划
城东镇下辖以下地区：
河口村、双桥村、扶典村、思扶村、华堂村和工业园区社区。